# شرکت واحد اتوبوسرانی تهران و حومه
شرکت واحد اتوبوسرانی تهران و حومه یکی از شرکت‌های زیرمجموعه شهرداری تهران است که در ۲۵ فروردین ۱۳۳۵ به موجب قانون تأسیس شرکت اتوبوسرانی عمومی (۱۶ بهمن ۱۳۳۱، مجلس شورای ملی) تأسیس شد. شرکت واحد در ۲۴ آذر ۱۳۳۲ با ۱۸ خط و با ریاست شهربانی آغاز به کار کرد.

## تاریخچه
تا پیش از سال ۱۳۰۵ خورشیدی، تعدادی اتوبوس در تهران بود که به صورت انفرادی و عمدتاً مسیرهای بیرون شهر کار می‌کردند. در این سال وزارت فوائد عامه در دوران وزارت مخبرالسلطنه هدایت قراردادی با «کمپانی متفقه دانمارکی» بست که مجموعه‌ای از دو یا سه شرکت دانمارکی بود. این کمپانی متعهد می‌شد دست کم هفت خط اتوبوسرانی در تهران و شمیران راه‌اندازی کند. حمل و نقل عمومی تهران تا پیش از آن تاریخ با واگن اسبی بود که امتیاز آن را شرکتی بلژیکی در دست داشت. پانصد درشکه هم در آن تاریخ در تهران فعال بود. نخستین بهای بلیت که برای اتوبوس تعیین شد، هشت شاهی بود و کمپانی می‌بایست پنج درصد سود سالیانه خود را به دولت بپردازد.
با توسعه شهر در تهران، اتوبوسرانی به شکلی نابسامان و از هم گسیخته درآمد. اتوبوس‌ها در مالکیت افرادی بود که گاه بعضی چند نفری شریک می‌شدند اما اتوبوس‌ها عمدتاً مستقل از هم کار می‌کردند. مالکان عمده خطوط اتوبوسرانی تهران عبارت بودند از: دواچی (خط ۳)، توحیدی (خط ۶)، باقری (خط کرج) و خسروشاهی (خط ۱۵).
عطاءالملک روحی، نماینده مجلس سنا وضع اتوبوسرانی تهران را در سال ۱۳۲۹ چنین توصیف می‌کند:
در ۱۶ بهمن ۱۳۳۱ "قانون تأسیس شرکت اتوبوس‌رانی عمومی" به تصویب مجلس شورای ملی رسید. تا پاییز ۱۳۳۲ صف ایستادن و نوبت گرفتن برای سوار شدن به اتوبوس رایج نبود و از آن تاریخ بود که اتوبوس سوار شدن، صفی شد. در خرداد ۱۳۳۳ ۸۶۰ دستگاه اتوبوس در تهران فعال بود و بتازگی ۱۱۰ دستگاه اتوبوس مرسدس بنز به ناوگان شهری تهران افزوده شده و ۱۲۰ دستگاه نیز خریداری شده بود. هر اتوبوس مرسدس بنز با شانزده ساعت کار روزانه بالغ بر ۲۸۴۷ ریال درآمد داشت که از این مبلغ، حداکثر مخارج روزانه آن ۱۸۰۰ ریال برآورد می‌شد.
هیئت وزیران در ۱۱ بهمن ۱۳۳۴ آیین‌نامه اجرایی قانون تأسیس شرکت اتوبوس‌رانی عمومی را در ده ماده تصویب کرد و سرانجام در ۲۵ فروردین ۱۳۳۵ شرکت واحد اتوبوسرانی تهران و حومه به عنوان نخستین شرکت سهامی اتوبوسرانی عمومی ایران با سرمایه سی میلیون تومان (سی‌هزار سهم هزار تومانی بانام) به شماره ۵۱۳۷ به ثبت رسید و محل قانونی آن در ساختمان شهرداری تهران تعیین شد.
۵۱ درصد سهام این شرکت به نام شهرداری تهران و ۴۹ درصدد باقی‌مانده به نام اتوبوس‌داران سابق تهران شد. هیئت مدیره‌ای هفت نفری نیز مسئولیت اداره این شرکت را بر عهده گرفت که سه تن از آنان از بین سهامداران خصوصی دارنده ۴۹ درصد سهام و چهار تن آنان از طرف شهرداری تهران انتخاب شدند: (تیمسار سرلشکر مهدی‌قلی علوی مقدم، رئیس شهربانی کل کشور وقت با حفظ سمت به عنوان رئیس هیئت مدیره و مدیرعامل، اسدالله اکرمی، نصیر دادخواه و سرهنگ ناصر امیر نصیری). این شرکت از تیر ۱۳۳۵ با راه‌اندازی خط یک با کرایه بلیت یک ریالی خدمات اتوبوسرانی خود را آغاز کرد. سپس، به‌تدریج خطوط اتوبوسرانی موجود از بخش خصوصی تحویل گرفته شد.

## فهرست خطوط فعال اتوبوسرانی
خطوط اتوبوسرانی تهران از گذشته همواره با تغییراتی همراه بود که از سال ۱۳۳۵ تا ۱۳۷۰ خطوط به تدریج شکل گرفتند از سال ۱۳۷۰ اتوبوسرانی دچار تحولات اساسی شد و طی سال‌های ۱۳۷۱ تا ۱۳۷۴ خطوط بسیاری اصلاح یا تأسیس شد این روند در سال‌های بعد طی سال‌های ۱۳۷۷، ۱۳۷۸، ۱۳۸۲ تا ۱۳۸۵ با روش‌های جدید و تلفیقی از خطوط مترو و اتوبوس پیگیری شد. در سال ۱۳۸۵ با اجرای طرح خصوصی‌سازی بر مبنا پر مسافر (درآمد بر مبنای تعداد مسافر) تعداد مسافران در خطوط عادی به شدت کاهش یافت و گرایش شهروندان به خودروی شخصی بیشتر شد. بیشترین تعداد انحلال خطوط اتوبوسرانی در فاصله سال‌های ۱۳۸۶ تا ۱۳۹۵ اتفاق افتاد و به‌طور کلی در این سال‌ها خطوط از حالت پیوسته و منجسم خارج شد .
| کد خط              | مبدا                     | مقصد                              | ایستگاه ها و محل های مهم | منطقه شرکت واحد |
| ------------------ | ------------------------ | --------------------------------- | --- | --------------- |
| ۱۰۱ تندرو BRT      | پایانه آزادی             | چهارراه تهرانپارس                 | خیابان آزادی ، استاد معین ، بهبودی ، نواب صفوی ، میدان‌انقلاب ، چهارراه ولیعصر ، م. فردوسی ، پیچ شمیران ، میدان امام حسین ، خیابان دماوند ، وحیدیه ، خ. آیت ، پل خاقانی | ۱               |
| ۱۰۲ تندرو BRT      | پایانه خاوران            | پایانه آزادی                      | خیابان خاوران ، میدان خراسان ، میدان قیام ، مولوی ، میدان محمدیه ، میدان رازی ، امامزاده معصوم ، دوراهی قپان ، میدان شمشیری ، هاشمی ، بزرگراه سعیدی | ۲               |
| ۱۰۳ تندرو BRT      | پایانه علم و صنعت        | پایانه خاوران                     | بزرگراه رسالت ، سرسبز ، میدان نبوت ، میدان‌امامت ، نیروی هوایی ، پیروزی ، قصر فیروزه ، بزرگراه شهید محلاتی ، مترو بسیج(خط۷) ، افسریه ، میدان بسیج | ۳               |
| ۱۰۴ تندرو BRT      | پایانه جنوب              | پایانه شهید افشار                 | میدان بهمن ، پل جوادیه ، بزرگراه نواب صفوی ، هلال احمر ، قزوین ، آذربایجان ، میدان توحید ، بزرگراه شهید چمران ، کوی نصر ، ملاصدرا ، پل مدیریت ، نمایشگاه بین المللی ، چهارراه پارک وی | ۴               |
| ۱۰۵ تندرو BRT      | پایانه علم و صنعت        | پایانه بیهقی                      | بزرگراه رسالت ، سرسبز ، میدان رسالت ، چهارراه مجیدیه ، بنی هاشم ، سیدخندان ، مترو مصلی ، میدان‌آرژانتین | ۳               |
| ۱۰۶                | پایانه شهید افشار        | پایانه لاله                       | الهیه ، بزرگراه شهید صدر ، دستور ، قیطریه ، چیذر ، فرمانیه ، اختیاریه شمالی ، متروی نوبنیاد ، شهرک شهید رجایی ، بزرگراه امام علی ، ازگل ، مینی سیتی ، بلوار ارتش | ۳               |
| ۱۰۷ تندرو BRT      | پایانه معین              | پایانه تجریش                      | میدان‌ راه آهن ، خیابان ولیعصر ، مولوی ، منیریه ، جمهوری ، چهارراه ولیعصر ، میدان ولیعصر ، مطهری ، بهشتی ، پارک ساعی ، میدان ونک ، میرداماد ، ظفر ، نیایش ، پارک ملت ، چهارراه پارک وی ، محمودیه ، باغ فردوس ، امامزاده صالح | ۴               |
| ۱۰۸ تندرو BRT      | پایانه خاوران            | پایانه جنوب                       | میدان بسیج ، بزرگراه بعثت ، شهرک شهید بروجردی ، انتهای ۱۷ شهریور ، پارک بعثت ، چهارراه خزانه بخارایی | ۲               |
| ۱۰۹ تندرو BRT      | پایانه مترو جوانمرد قصاب | پایانه لاله                       | میدان نماز ، شهرری ، دیلمان ، بزرگراه امام علی ، پارک توسکا ، پل بزرگراه بعثت ، اتابک ، پل خیابان خاوران ، میدان شهید محلاتی ، پل خیابان صفا ، پل پیروزی ، پل خیابان دماوند ، پل شهید مدنی ، پل سبلان ، پل خیابان فرجام غربی ، شمس آباد ، مبارک آباد ، شیان ، لویزان ، پل گلشن ، بلوار ارتش ، دانشگاه پیام نور ، مترو شهید محلاتی(خط ۳) ، شهرک کوثر | ۶               |
| ۱۱۰ تندرو BRT      | دانشگاه علوم و تحقیقات   | پایانه آزادگان                    | بلوار سیمون بولیوار ، چهاردیواری ، بزرگراه آیت اله اشرفی اصفهانی ، شهید آبشناسان ، پونک ، تیراژه ، مرزداران ، فلکه دوم صادقیه ، بزرگراه جناح ، میدان آزادی ، بزرگراه سعیدی ، چهارراه یافت آباد ، وصفنارد ، میدان‌ زمزم ، مترو نعمت آباد(خط ۳) ، مترو آزادگان                                                                                         | ۵               |
| ۱۵۲ (۷ تندرو BRT)  | پارک وی                  | پایانه معین                       | | ۴               |
| ۱۵۳ (۱۰ تندرو BRT) | دانشگاه علوم و تحقیقات   | میدان آزادی                       | | ۵               |
| ۱۵۴ (۴ تندرو BRT)  | پایانه شهید افشار        | میدان جمهوری                      | | ۴               |
| ۲۰۱                | پایانه خاوران            | پایانه شهرک شهید بروجردی          | سعیدیه | ۲               |
| ۲۰۲ گردشی          | میدان شهید کلاهدوز       | انتهای بلوار هجرت                 | بزرگراه بسیج ، سه راه تختی ، بلوار هجرت | ۲               |
| ۲۰۳                | پایانه جنوب              | پایانه شهرک شهید بروجردی          | بزرگراه بعثت ، انتهای خیابان ۱۷ شهریور ، ابتدای کیانشهر ، سعیدیه | ۲               |
| ۲۰۴                | سعدی جنوبی               | پاسدار گمنام                      | خیابان امیرکبیر ، خیابان مولوی ، میدان خراسان ، دولاب ، بازار گل ، میدان امام حسن‌ مجتبی ، اصفهانک | ۲               |
| ۲۰۶                | پایانه علم و صنعت        | پایانه شهید براری                 | دردشت ، میدان شقایق ، فلکه آشتیانی ، تهران نو ، فلکه اطلاعات ، فلکه چایچی ، فلکه لوزی ، ابتدای پیروزی شرقی ، میدان شهید کلاهدوز | ۳               |
| ۲۰۸                | شهرک پارس                | پل خاقانی                         | پارک پلیس ، پل استقلال- باقری ، شهرک امید ، بلوار استقلال ، خیابان سراج ، بلوار دلاوران ، میدان الغدیر ، دانشگاه علم و صنعت ، سه راه فرجام‌ ، مترو سرسبز ، میدان رسالت ، دردشت ، نارمک ، میدان شقایق | ۳               |
| ۲۰۹                | پل خاقانی                | پایانه شهید بهشتی                 | نارمک ، خیابان شهید ثانی ، مسیل باختر ، خیابان جانبازان ، مترو شهید قدوسی(خط۳) ، عباس آباد | ۳               |
| ۲۱۰                | خیابان معلم              | میدان هروی                        | مجیدیه جنوبی ، خیابان استاد حسن بنا ، میدان‌ملت ، مجیدیه شمالی ، شمس آباد | ۳               |
| ۲۱۱                | خیابان معلم              | میدان بهارستان                    | خیابان سبلان ، خیابان شهید مدنی ، نظام آباد ، بیمارستان و میدان امام حسین ، دروازه شمیران | ۳               |
| ۲۱۲                | پایانه شهید بهشتی        | میدان امام حسین                   | عباس آباد ، خیابان شهید مطهری ، خیابان شریعتی ، سه راه معلم ، خیابان دماوند | ۳               |
| ۲۱۴                | پایانه افق               | پایانه شهید دستواره (معصومی)      | حکیمیه ، ابتدای بلوار احسان ، دانشگاه امام حسین ، بزرگراه شهید بابایی ، لویزان ، مترو نوبنیاد(خط۳) | ۳               |
| ۲۱۵ گردشی          | سوهانک                   | سه راه ضرابخانه                   | بلوار ارتش ، مینی سیتی ، ازگل ، اقدسیه ، میدان نوبنیاد ، خیابان پاسداران ، سه راه اختیاریه ، گلستان ، چالهرز ، حسینیه ارشاد | ۳               |
| ۲۱۶                | شهرک شهید محلاتی         | پایانه علم و صنعت                 | مترو شهید محلاتی (خط ۳) ، بلوار ارتش ، لویزان ، خیابان هنگام ، خیابان سراج ، خیابان فرجام ، مترو سرسبز (خط۲) ، میدان رسالت ، بزرگراه رسالت | ۳               |
| ۲۱۷                | شهرک صدف                 | مترو قیطریه                       | شهرک نفت ، شهرک البرز ، مینی سیتی ، بلوار ارتش ، اقدسیه ، فرمانیه ، خیابان شهید لواسانی ، کامرانیه ، چیذر ، بلوار شهید اندرزگو ، قیطریه ، ابتدای بلوار کاوه | ۳               |
| ۲۱۸                | میدان جماران             | میدان درکه                        | خیابان شهید باهنر ، دزاشیب ، میدان قدس ، مترو تجریش (خط۱) ، خیابان ولیعصر ، خیابان رشید الدین فضل اله | ۳               |
| ۲۲۰                | میدان ازگل               | میدان تجریش                       | بلوار ارتش ، مینی سیتی ، مترو اقدسیه(خط۳) ، خیابان شهید لواسانی ، فرمانیه ، کامرانیه ، دزاشیب ، میدان قدس ، مترو تجریش(خط ۱) | ۳               |
| ۲۲۱                | پایانه شهید افشار        | میدان ولنجک                       | پارک وی ، تابناک ، دانشگاه شهید بهشتی | ۳               |
| ۲۲۲ گردشی          | میدان رسالت              | کوهک                              | نیروی دریایی ، فرجام غربی ، مترو سرسبز(خط۲) | ۳               |
| ۲۲۴                | پایانه افق               | پایانه علم و صنعت                 | حکیمیه ، ابتدای احسان ، کنارگذر شهید زین الدین ، استخر ، پروین ، جشنواره ، چهارراه اشراق ، فرجام ، دردشت | ۳               |
| ۲۲۵                | میدان قدس                | پایانه شهید دستواره (معصومی)      | مترو تجریش(خط ۱) ، خیابان شریعتی ، خیابان شهید کلاهدوز ، قلهک ، چهارراه قنات ، دروس ، میدان اختیاریه ، میدان نوبنیاد | ۳               |
| ۲۲۷                | پایانه شهرک والفجر       | میدان ولیعصر                      | امیرآباد ، کارگر شمالی ، بزرگراه شهید گمنام ، میدان گلها ، خیابان فاطمی ، خیابان حجاب ، بلوار کشاورز | ۵               |
| ۲۲۸                | پایانه شهید بهشتی        | بیمارستان امام خمینی              | عباس آباد ، خیابان بهشتی و مطهری ، خیابان فاطمی | ۵               |
| ۲۳۱ گردشی          | شهرک دانشگاه صنعتی شریف  | پایانه مترو وردآورد               | بلوار همدان ، بلوار تهران ، بلوار شهید اردستانی ، بلوار دانش | ۵               |
| ۲۳۳                | پایانه جنت آباد          | پایانه شقایق                      | جنت آباد شمالی ، بلوار شاهین ، جنت آباد جنوبی ، بزرگراه شهید ستاری ، بلوار شقایق ، مترو ارم سبز(خط ۵) | ۵               |
| ۲۳۴                | میدان شیخ بهایی          | پایانه مترو شهید حقانی            | ده ونک ، خیابان سئول جنوبی ، بزرگراه نیایش ، بیمارستان قلب شهید رجایی ، خیابان ولیعصر ، میدان ونک ، بزرگراه شهید حقانی | ۳               |
| ۲۳۵                | کوی نصر                  | پایانه کاوه                       | گیشا ، بزرگراه جلال آل احمد ، بزرگراه شهید چمران ، میدان توحید ، خیابان آزادی ، میدان انقلاب | ۵               |
| ۲۳۶                | کوی نصر                  | میدان ولیعصر                      | گیشا ، بزرگراه جلال آل احمد ، بیمارستان شریعتی ، مرکز قلب تهران ، خیابان کارگر شمالی ، خیابان فاطمی ، بلوار کشاورز | ۵               |
| ۲۳۷ گردشی          | شهرک اکباتان             | خیابان‌ شهید نفیسی                 | گردش داخل فازهای مختلف شهرک اکباتان | ۳               |
| ۲۳۸                | شهرک رسالت               | میدان محمدیه                      | صالح آباد ، بلوار شهید دستواره ، خزانه بخارایی ، خیابان شهید رجایی شمالی ، خیابان خیام | ۶               |
| ۲۴۳                | شهرک توحید               | پایانه امام خمینی                 | صالح آباد شرقی ، کوی سیزده آبان ، خیابان شهید رجایی ، مترو شوش(خط۱) ، خیابان خیام ( برگشت خیابان‌ وحدت اسلامی ) | ۶               |
| ۲۴۴                | پلائین                   | پایانه مترو علی آباد              | مرتضی گرد ، شهرک گلریز ، بزرگراه آزادگان ، خیابان شهید رجایی شمالی ، بلوار ابریشم | ۶               |
| ۲۴۵                | میدان راه آهن نازی آباد  | پایانه مترو شهرری                 | پل جوادیه ، دشت آزادگان ، نازی آباد ، بلوار ابریشم ، بلوار شهید دستواره ، میدان نماز ، بلوار کمیل | ۶               |
| ۲۴۶                | میدان راه آهن خزانه      | پایانه مترو جوانمرد قصاب          | خیابان شوش ، خزانه بخارایی ، بلوار دستواره ، دیلمان ، فدائیان اسلام ، میدان شهرری ، ابن بابویه |                 |
| ۲۴۸                | شهرک گلدسته              | پایانه بوتان                      | شمس آباد ، سرشاتره ، چهاردانگه ، بزرگراه سعیدی ، مترو آزادگان(خط ۳) ، میدان‌ زمزم ، وصفنارد ، شمشیری |                 |
| ۲۵۰                | پایانه آزادی             | شهرک آزادی                        | بزرگراه شهید لشگری ، مترو بیمه(خط ۴) ، شیشه مینا ، شهرک فرهنگیان |                 |
| ۲۵۲                | پایانه آزادی             | شهرک شهرداری                      | بزرگراه شهید لشگری ، جاده مخصوص کرج ، شهرک چیتگر ، شهرک غزالی ، شهرک ویلاشهر |                 |
| ۲۵۳                | پایانه آزادی             | شهرک دانشگاه                      | بزرگراه شهید لشگری ، سر تهرانسر ، انتهای کوهک جنوبی |                 |
| ۲۵۴                | پایانه مترو نعمت آباد    | بیمارستان شهید فیاض بخش           | اسماعیل آباد ، یافت آباد ، میدان‌ الغدیر ، ابراهیم آباد ، شهرک مفید ، خلیج فارس |                 |
| ۲۵۵                | پایانه آزادی             | پایانه استقلال                    | بزرگراه لشگری ، بلوار گلها ، تهرانسر ، بلوار دکتر عبیدی |                 |
| ۲۵۶                | پایانه ۱۷ شهریور         | پایانه شهید فیاض بخش              | نازی آباد ، خیابان شهید رجایی شمالی ، خیابان شوش غربی ، آگاهی تهران‌ ، خیابان وحدت اسلامی ، پارک شهر |                 |
| ۲۵۷                | بلوار ابریشم             | پایانه شهید فیاض بخش              | خزانه بخارایی ، فلکه چهارم تا اول خزانه ، عباسی ، مترو شوش(خط۱) ، میدان محمدیه ، خیابان خیام ، بازار ، پارک شهر |                 |
| ۲۵۸                | جوادیه                   | پایانه شهید فیاض بخش              | میدان راه آهن ، خیابان شوش ، میدان محمدیه ، خیابان خیام ، بازار ، پارک شهر |                 |
| ۲۵۹                | پایانه معین              | شهرک والفجر                       | راه آهن ، کارگر جنوبی ، میدان گمرک ، میدان قزوین ، میدان حر ، میدان پاستور ، میدان انقلاب ، کارگر شمالی ، پارک لاله ، کوی دانشگاه ، امیرآباد |                 |
| ۲۶۳                | پایانه خاوران            | قیام دشت                          | سه راه افسریه ، میدان آقانور ، بزرگراه امام رضا ، فرون آباد |                 |
| ۲۶۸                | بلوار استاد معین         | پایانه کاوه                       | خیابان هاشمی (رفت) ، خیابان دامپزشکی (برگشت) ، سلسبیل ، میدان جمهوری ، خیابان توحید ، خیابان آزادی ، میدان‌انقلاب |                 |
| ۲۶۹                | بلوار استاد معین         | پایانه شهید فیاض بخش              | خیابان هاشمی (رفت) ، خیابان آذربایجان و دامپزشکی (برگشت) ، خیابان امام خمینی ، میدان حر ، میدان حسن آباد ، پارک شهر |                 |
| ۲۷۰                | قصرالدشت                 | پایانه شهید فیاض بخش              | قصرالدشت (رفت) ، کارون (برگشت) ، خیابان کمیل ، کارگر جنوبی ، میدان حر ، خیابان امام خمینی ، م.حسن آباد ، پارک شهر |                 |
| ۲۷۱                | مالک اشتر                | پایانه شهید فیاض بخش              | خیابان کمیل ، خیابان امام خمینی ، دانشگاه جنگ ، میدان حر ، میدان حسن‌ آباد ، پارک شهر |                 |
| ۲۷۲                | شهید بختیاری             | پایانه کاوه (انقلاب)              | سی متری جی ، کمیل ، رودکی جنوبی (رفت) ، جیجون (برگشت) ، م.جمهوری ، خ.توحید ، خیابان آزادی |                 |
| ۲۷۳                | شهرک ژاندارمری           | پایانه کاوه (انقلاب)              | مرزداران ، بزرگراه جلال آل احمد ، شهرآرا ، ستارخان ، توحید |                 |
| ۲۷۵                | پایانه معین              | خیابان شهید زارع                  | کارگر جنوبی ، گمرک‌ ، پارک رازی ، خ.قزوین ، اسکندری جنوبی (رفت) ، کمالی (برگشت) |                 |
| ۲۷۶                | میدان خراسان             | میدان‌انقلاب (پایانه کاوه)         | خ.۱۷ شهریور ، م.شهدا ، مجاهدین اسلام ، م.بهارستان ، ابن سینا ، م.سپاه ، خ.طالقانی ، خ. قدس ، پایانه کاوه |                 |
| ۲۷۷                | بلوار شهید نیکنام        | میدان‌ هفتم تیر                    | خ.کرمان ، سلیمانیه ، شکوفه ، ۱۷شهریور ، م.شهدا ، مجاهدین اسلام ، م.بهارستان ، خ.جمهوری ، خ.سعدی ، مفتح |                 |
| ۲۷۸                | پایانه شهید محلاتی       | میدان هفتم تیر                    | بلوار نبرد ، بزرگراه محلاتی ، ۱۷ شهریور ، م.شهدا ، خ.مجاهدین اسلام ، بهارستان ، ابن سینا ، م.سپاه ، خ.طالقانی ، خ. مفتح |                 |
| ۲۷۹                | جنت آباد شمالی           | پایانه مترو صادقیه                | بزرگراه آبشناسان ، سردار جنگل ، بزرگراه شهید ستاری ، بلوار آیت اله کاشانی (رفت) |                 |
| ۲۸۰                | پایانه کوهسار            | پایانه آزادی                      | شهران ، شهر زیبا ، بلوار کاشانی ، فلکه دوم صادقیه ، بزرگراه جناح ، بلوار برادران رحمانی |                 |
| ۲۸۱                | پایانه کوهسار            | میدان صنعت                        | شهران ، بزرگراه آبشناسان ، سردار جنگل ، پونک ، اشرفی اصفهانی، بزرگرا شهید همت ، شهرک هما ، شهرک غرب |                 |
| ۲۸۲                | میدان صنعت               | شهرک بوعلی                        | سعادت آباد ، میدان کاج ، بیمارستان مدرس ، کوی فراز |                 |
| ۲۸۳                | میدان صنعت               | شهرک بام تهران                    | بلوار پاک نژاد ، بلوار پیام ، میدان بهرود ، شهرک مخابرات ، بلوار عابدی |                 |
| ۲۸۴                | پایانه کن                | پایانه مترو صادقیه                | کوهسار ، م.سوم شهران ، م.اول شهران ، م.شهرزیبا ، بلوار آیت اله کاشانی ، فلکه دوم صادقیه |                 |
| ۲۸۶                | جنت آباد جنوبی           | پایانه مترو صادقیه                | پایانه جنت آباد ، بلوار جنت آباد شمالی ، بلوار شاهین شمالی ، بلوار جنت آباد مرکزی و جنوبی ، بلوار کاشانی ، فلکه دوم صادقیه |                 |
| ۲۸۸                | میدان صنعت               | پایانه آزادی                      | شهرک غرب ، بزرگراه شیخ فضل اله نوری ، طرشت ، مترو صادقیه (رفت) ، بلوار برادران رحمانی |                 |
| ۲۸۹                | پل مدیریت                | بلوار امامزاده                    | دانشگاه امام صادق ، بلوار فرهنگ ، سرو شرقی ، میدان کاج ، سرو غربی ، فرحزاد |                 |
| ۲۹۰                | میدان صنعت               | پایانه مترو صادقیه                | بزرگراه شیخ فضل اله نوری ، شهرک آزمایش ، بلوار مرزداران ، شهرک پاس ، بزرگراه اشرفی اصفهانی ، فلکه صادقیه |                 |
| ۲۹۲                | شهرک والفجر              | میدان انقلاب اسلامی               | خ.۶۴ ، خیابان جهان آرا ، یوسف آباد ، بزرگراه شهید گمنام ، خ.دکتر فاطمی ، کارگر شمالی |                 |
| ۲۹۳                | میدان صنعت               | مترو دانشگاه شریف                 | شهرک غرب ، ایوانک ، بلوار دادمان ، بزرگراه یادگار امام ، طرشت ، بلوار تیموری |                 |
| ۲۹۴                | میدان صنعت               | بزرگراه هاشمی رفسنجانی            | شهرک غرب ، فرحزادی (رفت) ، سعادت آباد و بلوار سرو (برگشت) ، ب.پاک نژاد ، بزرگراه نیایش ، بیمارستان قلب شهید رجایی |                 |
| ۲۹۵                | میدان صنعت               | شهرک تامین اجتماعی                | شهرک غرب ، بلوار فرحزادی ، میدان کتاب ، کوهستان ، بزرگراه یادگار امام‌ ، امامزاده ، فرحزاد |                 |
| ۲۹۶                | پایانه کوهسار            | پایانه مترو ارم سبز               | شهران ، بلوار آیت اله کاشانی ، بلوار جوانمردان ، بلوار بهار ، کوی ارم ، بلوار حجازی ، بلوار شقایق |                 |
| ۲۹۷                | پایانه شهید افشار        | میدان هفتم تیر                    | پل پارک وی ، بزرگراه مدرس ، الهیه ، پل میرداماد ، پل عباس آباد ، پل مطهری |                 |
| ۲۹۸                | پایانه تجریش             | شهرک قائم                         | م.قدس ، دزاشیب ، خ.باهنر ، نیاوران ، کاشانک ، دارآباد ، بلوار اوشان ، بلوار ارتش ، مینی سیتی ، مترو قائم(خط۳) |                 |
| ۳۰۲                | بلوار ارتش               | پایانه مترو شهید حقانی            | شهرک لاله ، ارتش ، شهرک محلاتی ، بلوار نیروی زمینی ، لویزان ، شعبانلو ، مبارک آباد ، هروی ، ساقدوش ، بلوار گیلان ، فرخی یزدی ، بزرگراه شهید همت و حقانی |                 |
| ۳۰۳                | میدان قدس                | پیچ شمیران                        | خیابان شریعتی ، قلهک ، حسینه ارشاد ، سه راه ضرابخانه ، سید خندان ، سهروردی و مطهری (رفت) |                 |
| ۳۰۴                | سیدخندان                 | پایانه امام خمینی                 | خیابان سهروردی ، میدان هفتم تیر ، خیابان مفتح ، خیابان سعدی |                 |
| ۳۰۵ گردشی          | پایاته مترو شهید حقانی   | پل مدیریت                         | بزرگراه شهید حقانی ، م.ونک ، بلوار میرداماد ، شیرازی ، ملاصدرا ، بزرگراه شهید چمران |                 |
| ۳۰۶                | میدان شیخ بهائی          | میدان ولی عصر                     | ده ونک ، خ. شیراز ، شیخ بهایی ، خ.۶۴ ، خ.اسدآبادی ، یوسف آباد ، میدان‌ فرهنگ ، سر فاطمی ، خ.ولیعصر |                 |
| ۳۰۷                | میدان صنعت               | میدان هفتم‌ تیر                    | شهرک غرب ، بزرگراه شهید همت ، بزرگراه مدرس (رفت) ، قائم مقام فراهانی و بخارست و آرژانتین و آفریقا (برگشت) |                 |
| ۳۰۸                | میدان امامت              | پایانه امام خمینی                 | نیروی هوایی ، خ.پیروزی ، م.شهدا ، مجاهدین اسلام ، م.بهارستان ، خ.جمهوری ، سعدی جنوبی |                 |
| ۳۰۹                | پایانه ائمه اطهار        | میدان بهارستان                    | ابوذر ، م.سیزده آبان ، صاحب الزمان ، م. بروجردی ، شکوفه ، م. شهدا ، خ.مجاهدین اسلام |                 |
| ۳۱۰                | پایانه شهید براری        | میدان ولی عصر                     | خ.پیروزی ، م.شهدا ، مجاهدین اسلام ، م.بهارستان ، خ.جمهوری ، قدس و دانشگاه و کشاورز (رفت) ، ولیعصر و طالقانی و وصال (برگشت) |                 |
| ۳۱۱                | پایانه ثامن الحجج        | میدان شهدا                        | مسعودیه ، والفجر ، قصر فیروزه ، افسریه ، بزرگراه هجرت ، م.شهید کلاهدوز ، خ .پیروزی |                 |
| ۳۱۲                | میدان رسالت              | میدان بهارستان                    | مترو جانبازان(خط۲) ، خ.مدنی ، نظام آباد ، سبلان ، شهید نامجو ، خ.انقلاب ، ابن سینا |                 |
| ۳۱۳                | میدان سپاه               | میدان انقلاب اسلامی (پایانه کاوه) | خیابان طالقانی ، خ. وصال (رفت) ، خ.قدس (برگشت) ، خ. انقلاب ، پایانه کاوه |                 |
| ۳۱۴                | خیابان معلم              | میدان ولیعصر                      | صیاد شیرازی (رفت) ، شریعتی ، مطهری و بهار شیراز (برگشت) ، میدان هفتم تیر ، بلوار کریم خان زند |                 |
| ۳۱۵                | شهرک والفجر (کوهسار)     | میدان بهارستان                    | والفجر ، بلوار خاتم الانبیاء ، ۲۰ متری افسریه ، بزرگراه بسیج ، خ.پیروزی ، م.شهدا ، خ.مجاهدین اسلام |                 |
| ۳۱۶                | کیانشهر                  | مترو شوش                          | فلکه اول ، بلوار ابراهیمی ، خ.بروجردی (رفت) ، فدائیان اسلام (برگشت) ، خ.شوش شرقی ، میدان شوش ، شوش غربی |                 |
| ۳۱۷                | پایانه شوش               | میدان بهارستان                    | خ.ری و م.قیام و مولوی(رفت) ، خ.صاحب جمع (برگشت) ، خیابان مصطفی خمینی |                 |
| ۳۱۸                | کیانشهر                  | میدان خراسان                      | فلکه اول ، بلوار ابراهیمی ، خ.بروجردی ، بلوار رستگاری مقدم‌ ، خ.شوش و فدائیان اسلام (برگشت) ، خ.۱۷ شهریور |                 |
| ۳۱۹                | پایانه جنوب              | سعدی جنوبی                        | میدان شوش ، خ.ری ، بلوار قیام و میدان خراسان (برگشت) ، خ.امیرکبیر ، میدان امام خمینی |                 |
| ۳۲۱                | انتهای خیابان ۱۷ شهریور  | میدان امام حسین                   | ۱۷ شهریور ، م. خراسان ، پل آهنگ ، م. شهدا ، خ. اقبال لاهوری (رفت) ، دماوند و کنارگذر امام‌علی و صفا و منتظری |                 |
| ۳۲۲                | پایانه دریاچه            | پایانه مترو صادقیه                | بلوار جوزانی ، م.ساحل ، کاشان ، کاج ، م.اتریش ، شهرک راه آهن ، بلوار دهکده المپیک ، علامه جعفری ، بلوار حجازی ، ایت اله کاشانی |                 |
| ۳۲۳                | پایانه شهرک شهید باقری   | پایانه آزادی                      | شهرک گلستان ، شهرک راه آهن ، ب. گلها ، بلوار دهکده المپیک ، ب.غربی ورزشگاه آزادی ، چوگان ، شهرک آزادی ، بزرگراه شهید لشگری |                 |
| ۳۲۴                | پایانه شهرک شهید باقری   | پایانه مترو استادیوم آزادی        | بلوار جدی اردبیلی ، شهرک و دانشگاه علوم انتظامی ، شهرک آوا ، دهکده المپیک ، بلوار دهکده ، بلوار شرقی یا غربی ورزشگاه آزادی |                 |
| ۳۲۵                | پایانه شهرک شهید باقری   | پایانه مترو چیتگر                 | میدان ساحل ، شهرک راه آهن ، بلوار کاج ، بلوار دانشگاه ، بلوار کوهک |                 |
| ۳۲۶                | پایانه مترو چیتگر        | شهید همت شریعتی                   | بلوار کوهک ، بلوار دانشگاه ، بلوار هوانیروز ، بلوار دهکده المپیک ، چهارراه زیبادشت ، بزرگراه شهید همت ، بیمارستان میلاد ، سه راه ضرابخانه |                 |
| ۳۲۷                | پایانه دریاچه            | پایانه مترو چیتگر                 | شهرک گلستان غربی و شرقی ، بلوار گلها ، هوانیروز ، بلوار کاج‌ ، بلوار کوهک |                 |
| ۳۲۸                | دهکده المپیک             | پایانه مترو صادقیه                | بلوار دهکده ، بزرگراه علامه جعفری ، بلوار جوانمردان ، بلوار آیت اله کاشانی ، فلکه دوم صادقیه |                 |
| ۳۳۰                | پارکینگ شهرری            | میدان راه آهن                     | بلوار شهرداری ، خیابان شهید رجایی ، پل بعثت ، چیت سازی ، خیابان شوش غربی |                 |
| ۳۳۱                | میدان شهید قشقایی        | میدان شوش                         | نفرآباد ، حرم مطهر ، میدان شهرری ، ابن بابویه ، خیابان‌ فدائیان‌ اسلام ، خیابان بروجردی و شوش شرقی (رفت) |                 |
| ۳۳۲                | پایانه مترو جوانمرد قصاب | شهرک شهید مفتح                    | بلوار شهید دستواره ، م.نماز ، م.شهرری ، خیابان زکریای رازی ، علائین |                 |
| ۳۳۳                | پایانه مترو شهرری        | شهرک نظامی                        | دیلمان ، امامزاده عبداله ، کمربندی شهرری ، تقی آباد ، عباس آباد |                 |
| ۳۳۴ گردشی          | پایانه مترو شهرری        | پارکینگ شهرری                     | فرمانداری ، میدان شهید شاملو ، خیابان آستانه |                 |
| ۳۳۵                | پایانه مترو شهرری        | پایانه مترو دولت آباد             | شهید غیبی ، بلوار شهید غیوری ، منصورآباد ، فلکه اول تا سوم دولت آباد ، بلوار قدس |                 |
| ۳۳۶                | پایانه مترو دولت آباد    | میدان راه آهن                     | بلوار قدس ، فلکه اول ، م. شهید بروجردی ، خیابان بروجردی ، بزرگراه بعثت ، پایانه جنوب ، خ.رجائی ، خ.شوش غربی |                 |
| ۳۳۷                | پایانه مترو دولت آباد    | پایانه امام خمینی                 | بلوار قدس ، فلکه اول ، خ.شهید بروجردی ، میدان شوش ، خ.شوش غربی ، خ.خیام ، م.محمدیه ، بازار |                 |
| ۳۴۰                | پایانه مترو شهرری        | میدان خراسان                      | شهید غیبی ، سه‌ راه ورامین ، بلوار غیوری ، بلوار بروجردی ، خ.شوش شرقی ، خ.۱۷ شهریور |                 |
| ۳۴۱                | پایانه مترو شهرری        | زمان آباد                         | بلوار کمیل ، م.نماز ، بلوار امام حسین ، جاده ورامین ، تقی آباد ، جاده امین آباد ، غنی آباد |                 |
| ۳۴۲                | پایانه مترو شهرری        | درسون آباد                        | کمیل ، بلوار شهید آوینی ، جاده قدیم قم ، باقرشهر ، قمصر ، مافتون آباد |                 |
| ۳۴۳                | پایانه مترو جوانمرد قصاب | تورقوزآباد                        | بلوار دستواره ، کمیل ، بلوار شهید آوینی ، جاده قدیم قم ، بهشت زهرا ، کهریزک ، پل اسماعیل آباد ، شورآباد |                 |
| ۳۴۴                | بلوار ابوذر              | ناصر خسرو                         | انتهای ابوذر ، آهنگ ، بزرگراه شهید محلاتی ، چهارراه نبرد ، اصفهانک ، خ.ری و امیرکبیر (رفت) ، خ.مصطفی خمینی و پانزده خرداد (برگشت) |                 |
| ۳۴۵                | بلوار ابوذر              | میدان بهارستان                    | بلوار ابوذر جنوبی ، بلوار آهنگ ، دهم فروردین ، بزرگراه محلاتی ، خ.۱۷ شهریور ، م.شهدا ، خ.مجاهدین اسلام |                 |
| ۳۴۶                | پایانه مترو شهرری        | میدان صفائیه                      | بلوار کمیل ، حرم مطهر ، سلمان فارسی ، بزرگراه شهید آوینی ، دانشگاه آزاد ، صفائیه ، بلوار قدس ، دولت آباد |                 |
| ۳۴۷                | پایانه خاوران            | میدان شهدا                        | بلوار نبرد جنوبی ، نبرد شمالی ، خیابان پیروزی |                 |
| ۳۴۸                | پایانه خاوران            | پایانه رضویه                      | خ.خاوران ، بزرگراه امام رضا و بلوار صالحی (رفت) ، بلوار بوعلی غربی (برگشت) ، بلوار بوعلی شرقی ، شهرک کاروان |                 |
| ۳۴۹                | پایانه شهید محلاتی       | میدان راه آهن                     | بزرگراه شهید محلاتی ، خ. مخبر و سعیدی (رفت) ، خ.۱۷ شهریور ، شوش شرقی ، میدان شوش ، شوش غربی |                 |
| ۳۵۰                | پایانه خاوران            | مسگرآباد                          | میدان‌بسیج ، بلوار خاتم‌الانبیاء ، والفجر ، مسعودیه |                 |
| ۳۵۱                | هاشم آباد                | ناصرخسرو                          | اتابک ، خ.رضایی ، خ.۱۷شهریور ، میدان و خ. خراسان و خ. ری و امیرکبیر (رفت) ، خ.مصطفی خمینی و شوش شرقی (برگشت) |                 |
| ۳۵۲                | پایانه خاوران            | شهرک مشیریه                       | خ.خاوران ، بزرگراه امام رضا ، م.آقانور ، بلوار صالحی ، خ.سازمان آب تا نبش خ.بوعلی شرقی |                 |
| ۳۵۳                | پارک ولی عصر             | ناصر خسرو                         | خیابان طیب ، خ.۱۷شهریور ، میدان و خ. خراسان و خ. ری و امیرکبیر (رفت) ، خ.مصطفی خمینی و شوش شرقی (برگشت) |                 |
| ۳۵۴                | پایانه خاوران            | خاور شهر                          | خ.خاوران ، بزرگراه امام رضا ، م.آقانور ، بازار گل ، سه راه سیمان‌ |                 |
| ۳۵۵                | پایانه آزادی             | میدان هفتم تیر                    | رحمانی و بزرگراه نوری (رفت) ، خ.شادمان و آزادی (برگشت) ، ستارخان ، بیمارستان امام خمینی ، بلوار کشاورز و کریم خان‌ زند |                 |
| ۳۵۶                | میدان جمهوری اسلامی      | پل کریم خان                       | خیابان جمهوری ، پل حافظ ، خیابان و میدان فردوسی ، خیابان سپهبد قرنی |                 |
| ۳۵۸                | پایانه بیهقی             | اول فردوسی                        | میدان آرژانتین ، خ.خالد اسلامبولی ، میرزای شیرازی ، پل کریم خان ، خ.سپهبد قرنی ، خ. فردوسی ، میدان امام خمینی |                 |
| ۳۵۹                | میدان راه آهن            | میدان هفتم تیر                    | خ.شوش غربی ، خ.وحدت اسلامی ، خ.پانزده خرداد و خیام و سی تیر (رفت) ، خ. حافظ ، بلوار کریم خان |                 |
| ۳۶۲                | میدان رسالت              | پیچ شمیران                        | خ.مدنی ، جانبازان غربی ، م.سبلان ، صیاد شیرازی و پلیس (رفت) ، خ. معلم (برگشت) ، خ.شریعتی |                 |
| ۳۶۳ گردشی          | پایانه بیهقی             | انتهای آفریقا                     | میدان آرژانتین ، بلوار آفریقا ، پل میرداماد ، خیابان نلسون ماندلا |                 |
| ۳۶۴                | خانی آباد نو             | پایانه شهید فیاض بخش              | خ.میعاد ، میثاق ، خ.شهید لطیفی ، نازی آباد ، خ. شهید رجایی ، خیام ، م. محمدیه ، بازار ، پارک شهر |                 |
| ۳۶۵                | خانی آباد نو             | میدان انقلاب اسلامی               | خ.میعاد ، میثاق ، جوادیه ، میدان راه آهن ، خ. کارگر جنوبی ، م.رازی ، م.قزوین ، م.حر ، پایانه کاوه |                 |
| ۳۶۶                | پایانه وصال              | پایانه کاوه                       | خ.شهید شریعتی ، یاغچی آباد ، نازی آباد ، دشت آزادگان ، م. راه آهن ، خ. کارگر جنوبی ، م.رازی ، م.قزوین ، م.حر ، م.انقلاب |                 |
| ۳۶۹                | پایانه آزادی             | میدان ونک                         | خ.برادران رحمانی ، خ. ملاصدرا و مترو صادقیه (برگشت) ، بزرگراه شیخ فضل اله نوری ، بزرگراه شهید همت ، خ.توانیر و برزیل (رفت) |                 |
| ۳۷۰ گردشی          | فرودگاه مهرآباد          | میدان آزادی                       | بزرگراه لشگری ، م. آزادی |                 |
| ۳۷۱                | پایانه مترو صادقیه       | میدان هفتم تیر                    | فلکه دوم و اول صادقیه ، خ. ستارخان ، بزرگراه چمران ، بیمارستان امام خمینی ، بلوار کشاورز ، م. ولیعصر ، بلوار کریم خان |                 |
| ۳۷۳                | خانی آباد نو             | پایانه مترو علی آباد              | خ.میعاد ، میثاق ، خ.شهید لطیفی ، نازی آباد ، خ. شهید رجایی ، بلوار ابریشم ، بلوار دستواره |                 |
| ۳۷۴                | ابراهیم آباد             | پایانه آزادی                      | بلوار معلم‌ ، شهرک امام خمینی ، شهرک صاحب الزمان ، چهارراه یافت آباد ، بزرگراه سعیدی ، بوتان ، شهرک توحید ، میدان فتح |                 |
| ۳۷۵                | یافت آباد                | پایانه آزادی                      | بلوار ابراهیم آباد ، بلوار الغدیر ، خ. زرند ، مهرآباد جنوبی ، خ.شمشیری ، بزرگراه سعیدی ، بوتان ، شهرک توحید ، میدان فتح |                 |
| ۳۷۶                | پایانه وصال              | پایانه شهید فیاض بخش              | خ.شهید شریعتی ، یاغچی آباد ، نازی آباد ، خ. شهید رجایی ، خیام ، م. محمدیه ، بازار ، پارک شهر |                 |
| ۳۷۷                | میدان جلیلی              | میدان انقلاب اسلامی               | م.ابوذر ، فلاح ، خ. قزوین ، هلال احمر و م.رازی (رفت) ، خ. کارگر جنوبی ، م.قزوین ، م.حر |                 |
| ۳۷۹                | پایانه شمشیری            | میدان ولیعصر                      | سه راه آذری ، بزرگراه سعیدی ، سی متری جی ، خ. کمیل و رودکی و وصال و کارگر شمالی (رفت) ، خ. قریب و آزادی و جیحون (برگشت) ، بلوار کشاورز |                 |
| ۳۸۰                | پایانه وصال              | پایانه مترو علی آباد              | خ.شهید شریعتی ، یاغچی آباد ، نازی آباد ، خ. شهید رجایی ، بلوار ابریشم ، بلوار دستواره |                 |
| ۳۸۱                | خیابان معلم              | پایانه امام خمینی                 | قدوسی و صیاد شیرازی و پلیس و سمیه (رفت) ، طالقانی ، پادگان‌ولیعصر و شهدای ناجا و مرودشت (برگشت) ، شریعتی ، مفتح ، سعدی |                 |
| ۳۸۳                | شهرک شهید بهشتی          | میدان رسالت                       | بلوار دانشگاه ، کنارگذر بزرگراه زین‌الدین ، خ.زهدی ، میدان رهبر ، جشنواره ، چهارراه اشراق ، فرجام ، آیت و مظاهری (رفت) ، هنگام (برگشت) |                 |
| ۳۸۴                | پایانه شهید سروری        | میدان انقلاب اسلامی               | بزرگراه شهید چراغی ، سه راه زمزم ، امامزاده معصوم ، خ. قزوین ، هلال احمر و م.رازی (رفت) ، خ. کارگر جنوبی ، م.قزوین ، م.حر |                 |
| ۳۸۵                | شهرک ولیعصر              | پایانه آزادی                      | خ.حیدری ، بوستان بانوان نرگس ، بوستان قائم ، بلوار معلم‌ ، چهارراه یافت آباد ، بزرگراه سعیدی ، بوتان ، شهرک توحید ، میدان فتح |                 |
| ۳۸۶ گردشی          | میدان رسالت              | میدان ونک                         | بزرگراه رسالت ، چهارراه مجیدیه ، بنی هاشم ، سید خندان ، بوستان بهشت مادران ، مترو مصلی و آفریقا (رفت) ، بزرگراه شهید حقانی (برگشت) |                 |
| ۳۸۷                | میدان رسالت              | میدان قدس                         | بزرگراه امام علی ، بلوار ارتش و اقدسیه و موحد دانش و نیاوران و باهنر (رفت) ، مترو تجریش ، شریعتی و بزرگراه صدر (برگشت) |                 |
| ۳۸۸                | پایانه مترو صادقیه       | پایانه شهید بهشتی                 | فلکه دوم صادقیه ، بزرگراه جلال آل احمد ، مرزداران (برگشت) ، بزرگراه شهید گمنام ، فاطمی ، ولیعصر ، مطهری (رفت) ، بهشتی (برگشت) |                 |
| ۳۸۹                | میدان شهدای شادآباد      | پایانه بوتان                      | بلوار بروجردی ، جاده سعیدآباد ، خ. هفدهم شهریور ، ۴۵ متری زرند ، خ.قزوین |                 |
| ۳۹۱                | میدان شهدای شادآباد      | پایانه مترو صادقیه                | بلوار بروجردی ، جاده سعیدآباد ، خ. هفدهم شهریور ، ۴۵ متری زرند ، بزرگراه فتح ، بزرگراه سعیدی ، میدان آزادی ، بزرگراه جناح |                 |
| ۳۹۲                | پایانه مترو نعمت آباد    | پایانه بوتان                      | بزرگراه سعیدی ، میدان زمزم ، شهرک ولیعصر ، بلوار معلم ، چهارراه یافت آباد ، بزرگراه سعیدی |                 |
| ۳۹۳                | یافت آباد                | پایانه بوتان                      | خ.باقری و زندیه ، بلوار الغدیر ، بلوار معلم ، چهارراه یافت آباد ، بزرگراه سعیدی |                 |
| ۳۹۴                | شهرک وردآورد             | پایانه مترو وردآورد               | شهرک آتی شهر ، داروپخش ، جاده مخصوص (رفت) ، آزادراه تهران کرج (برگشت) ، خ.وردآورد ، خ.امام حسین |                 |
| ۳۹۵ گردشی          | میدان رسالت              | ابتدای شهید مطهری                 | خ.مدنی ، بلوار جانبازان ، میدان سبلان ، خ. شهید قدوسی ، خ.بهشتی و ولیعصر (رفت) ، خ.مطهری و شریعتی و معلم (برگشت) |                 |
| ۳۹۶ گردشی          | فلکه سجادیه              | ابتدای شهید مطهری                 | سوم تهرانپارس ، ۱۹۶ غربی ، دلاوران ، هنگام ، م.رسالت ، ب.رسالت ، سیدخندان ، مترو مصلی ، م.آرژانتین ، خ.احمد قصر ، قائم مقام فراهانی ، بهشتی و ولیعصر (رفت) ، مطهری (برگشت) |                 |
| ۳۹۷                | شمیران نو                | میدان رسالت                       | خ.غفاری ، م.پاکدامن ، خ.وارباز ، م.الغدیر ، خیابان هنگام |                 |
| ۳۹۹                | شهرک شهید بهشتی          | پایانه‌ علم و صنعت                 | ۲۴۴ شرقی ، استخر ، بلوار استقلال ، توحید ، بزرگراه باقری ، فلکه چهارم ، ب.خوشوقت ، فلکه سجادیه ، چهارراه اشراق ، میدان قمر بنی هاشم ، امیری طائمه ، دردشت |                 |
| ۴۰۰ گردشی          | میدان رسالت              | میدان صنعت                        | بزرگراه رسالت ، چهارراه مجیدیه ، سیدخندان‌ ، مترو مصلی ، بزرگراه مدرس ، بزرگراه شهید همت ، شهرک غرب |                 |
| ۴۰۱                | دانشگاه امام حسین        | پایانه علم و صنعت                 | کوی دانشگاه ، شهرک بهمن ، بلوار بهار ، خ. فرهنگ ، خ. خرم ، بلوار فجر ، بلوار نور ، بلوار افق ، بلوار بابائیان ، خ.دماوند ، جشنواره ، مترو فرهنگسرا ، چهارراه اشراق ، فرجام ، بزرگراه باقری ، دردشت |                 |
| ۴۰۲                | شهرک پارس                | چهارراه تهرانپارس                 | خ.توحید ، پارک پلیس ، بلوار استقلال ، استخر ، پروین ، بلوار شاهد ، بزرگراه رسالت ، مترو تهرانپارس ، خ.خوشوقت ، فلکه اول |                 |
| ۴۰۳                | پایانه شمشیری            | پایانه شهید فیاض بخش              | سه راه آذری ، خ. قزوین ، خ.هلال احمر و م.رازی و کارگر جنوبی (رفت) ، امیریه ، پانزده خرداد (رفت) ، ابوسعید و معیری (برگشت) ، پارک شهر |                 |
| ۴۰۴                | شهید فتحی                | مترو حر                           | فلاح ، ابوذر ، برادران حسینی ، خ.قزوین (برگشت) ، خ .هلال احمر و م.رازی (رفت) ، کارگر جنوبی ، م.پاستور |                 |
| ۴۰۵                | شهرک شهید شریفی          | میدان بهمن                        | دولتخواه ، بزرگراه سعیدی ، نعمت آباد ، بزرگراه شهید کاظمی ، بزرگراه شهید چراغی، سه راه زمزم ، شهرک شریعتی ، خانی آباد نو ، نازی آباد |                 |
| ۴۰۷                | میدان جمهوری اسلامی      | میدان بهارستان                    | خیابان جمهوری ( سه راه جمهوری ، پل حافظ ، چهارراه استانبول ، مخبرالدوله ) |                 |
| ۴۰۸                | میدان بهاران             | پایانه شهید فیاض بخش              | وصفنارد ، م.ابوذر ، فلاح ، خ.رباط کریم ، م.راه آهن و کارگر جنوبی و قزوین و ولیعصر و ابوسعید و پانزده خرداد (رفت) ، وحدت اسلامی و مولوی و شهید ایروانی (برگشت) ، پارک شهر |                 |
| ۴۱۰                | پایانه شهید سروری        | پایانه مترو علی آباد              | شکوفه شمالی و جنوبی ، شهرک شریعتی ، خانی آباد نو ، نازی آباد ، بلوار ابریشم |                 |
| ۴۱۱                | خلیج فارس                | پایانه بوتان                      | بلوار خلیج فارس ، بیمارستان شماره ۲ ، بزرگراه فتح ، مهرآباد جنوبی ، شمشیری ، خ.۴۵ متری زرند (برگشت) ، بزرگراه سعیدی |                 |
| ۴۱۲                | خلیج فارس                | پایانه آزادی                      | آشتیانی ، ابوسعید، بلوار خلیج فارس ، بیمارستان شماره ۲ ، بزرگراه فتح ، بزرگراه سعیدی ، میدان آزادی |                 |
| ۴۱۳                | فردوس                    | پایانه شهید فیاض بخش              | مهرآباد جنوبی ، خ.شمشیری ، سه راه بوتان ، سی متری جی ، مرتضوی (برگشت) ، کمیل ، معیری ، پانزده خرداد (رفت) ، وحدت اسلامی و امام خمینی (برگشت) ، پارک شهر |                 |
| ۴۱۴                | شهرک دریا                | پایانه آزادی                      | بلوار خزر ، یاس ، مطهری ، بهشتی ، رجایی ، تهرانسر ، لاله ، گلها ، جاده مخصوص کرج ، بزرگراه شهید لشگری |                 |
| ۴۱۶                | تهرانسر شرقی             | پایانه مترو صادقیه                | خ.فجر ، یاس ، شاهد ، تهرانسر ، لاله ، گلها ، جاده مخصوص کرج ، بزرگراه شهید لشگری ، میدان آزادی و جناح (رفت) ، برادران رحمانی و پایانه غرب (برگشت) |                 |
| ۴۱۷                | پایانه شهید سروری        | پایانه شهید فیاض بخش              | بزرگراه شهید چراغی ، نواب ، دشت آزادگان ، میدان راه آهن ، خیابان شوش ، میدان محمدیه ، خیابان خیام ، بازار ، پارک شهر |                 |
| ۴۱۸                | شهرک والفجر(کوهسار)      | پایانه خاوران                     | بلوار خاتم‌ الانبیاء ، قصر فیروزه ، بیست متری افسریه ، پانزده متری اول و بزرگراه امام رضا (رفت) ، بزرگراه بسیج (برگشت) |                 |
| ۴۱۹ برقی           | شهدای ۱۷ شهریور          | میدان شهدا                        | خیابان ۱۷ شهریور ( میدان خراسان ، پل آهنگ ، دروازه دولاب ) |                 |
| ۴۲۰ گردشی          | میدان صنعت               | پل مدیریت                         | شهرک غرب ، خیابان مهستان (رفت) ، بلوار ایران زمین ، بلوار دادمان ، بلوار فرحزادی ، بلوار دریا ، دانشگاه امام صادق ، بلوار مدیریت |                 |
| ۴۲۱                | پایانه شهران             | پایانه مترو ارم سبز               | بلوار شهران ، شهرزیبا ، بلوار لاله ، بزرگراه ستاری ، بلوار حجازی ، بلوار شقایق |                 |
| ۴۲۲ گردشی          | سیدخندان                 | شهید مطهری                        | خ. شریعتی ، چهارراه قصر ، مطهری ، میرزای شیرازی ، بهشتی ، ولیعصر ، مطهری ، میرزای شیرازی ، بهشتی ، شریعتی |                 |
| ۴۲۳                | باغ فیض                  | پایانه مترو صادقیه                | خ. مهستان ، ۲۲ بهمن ، امیر ابراهیم ، باهنر ، پیامبر ، اباذر ، شالی و اشرفی اصفهانی (رفت) ، جناح و کاشانی (برگشت) |                 |
| ۴۲۴ گردشی          | انتهای بلوار عدل         | پایانه مترو ارم سبز               | پونک ، بلوار عدل ، خ.مخبری ، بزرگراه شهید ستاری ، بلوار حجازی ، بلوار شقایق |                 |
| ۴۳۵                | پایانه شهرک شهید باقری   | پایانه مترو ایران خودرو           | بلوار مظفر ، بوستان ، میدان دریاچه ، میرکمالی ، بلوار گیاه شناسی ، آزادشهر ، سروناز ، میدان پارالمپیک |                 |
| ۴۳۶                | پایانه دریاچه            | پایانه مترو وردآورد               | خیابان میرکمالی ، بلوار گیاه شناسی ، بلوار پژوهش ، بلوار دانش |                 |
| ۴۴۹                | پایانه مترو شاهد         | ندامتگاه تهران بزرگ               | بلوار علامه عسگری ، آزادراه تهران-قم ، جاده وهن آباد رباط کریم ، جاده حسن آباد چرمشهر ورامین |                 |
| ۴۵۰ گردشی          | مترو وردآورد             | شهرک الهیه                        | بلوار دانش ، خیابان کرمانشاه ، وردآورد شمالی ، شهرک الهیه غرب ، مروارید شهر |                 |
| ۴۵۱ گردشی          | پایانه جنت آباد          | دانشگاه علوم و تحقیقات            | بلوار جنت‌ آباد ، بلوار سیمون بولیوار ، میدان دانشگاه ، بلوار دانشگاه |                 |
| ۴۵۲                | پایانه شرق جدید          | چهارراه تهرانپارس                 | بزرگراه شهید یاسینی ، سه راه آزمایش ، خیابان دماوند |                 |
| ۴۵۳                | پایانه مترو شهرری        | فیروز آباد                        | بلوار کمیل ، بزرگراه کریمی ، فدائیان اسلام ، میدان معلم ، بزرگراه تهران ورامین |                 |
| ۹۰۱ شبانه BRT      | پایانه آزادی             | چهارراه تهرانپارس                 | خیابان آزادی ، استاد معین ، بهبودی ، نواب صفوی ، میدان‌انقلاب ، چهارراه ولیعصر ، م. فردوسی ، پیچ شمیران ، میدان امام حسین ، خیابان دماوند ، وحیدیه ، خ. آیت ، پل خاقانی |                 |
| ۹۰۲ شبانه BRT      | پایانه خاوران            | پایانه آزادی                      | خیابان خاوران ، میدان خراسان ، میدان قیام ، مولوی ، میدان محمدیه ، میدان رازی ، امامزاده معصوم ، دوراهی قپان ، میدان شمشیری ، هاشمی ، بزرگراه سعیدی |                 |
| ۹۰۳ شبانه BRT      | پایانه علم و صنعت        | پایانه خاوران                     | بزرگراه رسالت ، سرسبز ، میدان نبوت ، میدان‌امامت ، نیروی هوایی ، پیروزی ، قصر فیروزه ، بزرگراه شهید محلاتی ، مترو بسیج(خط۷) ، افسریه ، میدان بسیج |                 |
| ۹۰۴ شبانه BRT      | پایانه جنوب              | پایانه شهید افشار                 | میدان بهمن ، پل جوادیه ، بزرگراه نواب صفوی ، هلال احمر ، قزوین ، آذربایجان ، میدان توحید ، بزرگراه شهید چمران ، کوی نصر ، ملاصدرا ، پل مدیریت ، نمایشگاه بین المللی ، چهارراه پارک وی |                 |
| ۹۰۵ شبانه BRT      | پایانه علم و صنعت        | پایانه بیهقی                      | بزرگراه رسالت ، سرسبز ، میدان رسالت ، چهارراه مجیدیه ، بنی هاشم ، سیدخندان ، مترو مصلی ، میدان‌آرژانتین |                 |
| ۹۰۷ شبانه BRT      | پایانه معین              | پایانه تجریش                      | میدان‌ راه آهن ، خیابان ولیعصر ، مولوی ، منیریه ، جمهوری ، چهارراه ولیعصر ، میدان ولیعصر ، مطهری ، بهشتی ، پارک ساعی ، میدان ونک ، میرداماد ، ظفر ، نیایش ، پارک ملت ، چهارراه پارک وی ، محمودیه ، باغ فردوس ، امامزاده صالح |                 |
| ۹۰۸ شبانه BRT      | پایانه خاوران            | پایانه جنوب                       | میدان بسیج ، بزرگراه بعثت ، شهرک شهید بروجردی ، انتهای ۱۷ شهریور ، پارک بعثت ، چهارراه خزانه بخارایی |                 |
| ۹۰۹ شبانه BRT      | پایانه مترو جوانمرد قصاب | پایانه لاله                       | میدان نماز ، شهرری ، دیلمان ، بزرگراه امام علی ، پارک توسکا ، پل بزرگراه بعثت ، اتابک ، پل خیابان خاوران ، میدان شهید محلاتی ، پل خیابان صفا ، پل پیروزی ، پل خیابان دماوند ، پل شهید مدنی ، پل سبلان ، پل خیابان فرجام غربی ، شمس آباد ، مبارک آباد ، شیان ، لویزان ، پل گلشن ، بلوار ارتش ، دانشگاه پیام نور ، مترو شهید محلاتی(خط ۳) ، شهرک کوثر |                 |
| ۹۱۰ شبانه BRT      | پایانه جنت آباد          | پایانه آزادگان                    | بلوار سیمون بولیوار ، چهاردیواری ، بزرگراه آیت اله اشرفی اصفهانی ، شهید آبشناسان ، پونک ، تیراژه ، مرزداران ، فلکه دوم صادقیه ، بزرگراه جناح ، میدان آزادی ، بزرگراه سعیدی ، چهارراه یافت آباد ، وصفنارد ، میدان‌ زمزم ، مترو نعمت آباد(خط ۳) ، مترو آزادگان                                                                                         |                 |